# デ・ミニミス
デ・ミニミス (De minimis) は、「些細なことについて」という意味のラテン語の語句で、通常は「de minimis non curat praetor」（「プラエトル（法務官）は些事を顧みない」）、あるいは、「de minimis non curat lex」（「法律は些事を顧みない」）といった言い回しで用いられる。いずれも、ごく軽微な法律違反は実体法上の犯罪を構成しないとする可罰的違法性についての考え方に通じる表現である。

## デ・ミニミス・ルールが適用される事例

### WTO農業協定と国内助成
世界貿易機関 (WTO) 農業協定のデミニミス条項により、貿易歪曲的国内支持 (trade-distorting domestic support)、つまり、各種の国内助成は、単年次において、その品目の国内生産額（支持対象が特定品目を対象としない場合は全品目合計）に対して一定比率（原則5%、開発途上国は最大10%) を超えない範囲のものについては、協定による削減の対象とされない。

### 著作権
パブリックドメインにある素材を加工した創作物について、その変更の程度が「デ・ミニミス」であると認定されると、裁判所がその創作物について、著作権は認められないと判断する場合がしばしばある。同様に、著作権侵害事案においては、（サンプリングのように）著作物の使用の程度がごく僅かなものであり「デ・ミニミス」にあたるとして、訴えが退けられる場合もある。
しかし、そのような判断は、サンプリングされた音源の著作権侵害をめぐってブリッジポート・ミュージックがディメンション・フィルムズを訴え2005年に判決が下された「Bridgeport Music, Inc. v. Dimension Films」事件において、上訴審において斥けられ、アメリカ合衆国の控訴裁判所においては、デジタル・サンプリングについて「デ・ミニミス」の基準が認められることはなくなった。

## その他の用法、用例
以下のものが知られている。
- スウェーデン女王クリスティーナ（在位：1633年 - 1654年）は、同趣旨のラテン語の語句「aquila non captat muscas」（「鷲は蠅を捕らえない」）を好んで用いた[6]。
- リスクアセスメントにおいて、この表現は、懸念するに値しないほどリスクが低い水準にあることを意味する。「事実上安全」なレベルという意味で、この表現を用いる者もいる[7]。
- アメリカ合衆国がかつて採っていた、中国と香港からの800ドル未満の小口輸入品に対する関税免除措置を、デミニミス・ルールと呼ぶことがある[8]。なお、これは2025年に2期目を迎えたドナルド・トランプ大統領により、同年4月2日に停止命令が出された[8]。